# Ramón Alfredo Escobar
Ramón Alfredo Escobar (3 ottobre 1964) è un ex calciatore paraguaiano, di ruolo centrocampista.

## Carriera

### Nazionale
Ha collezionato diciotto presenze con la propria Nazionale.